# Parapleminia accola
Parapleminia accola är en insektsart som beskrevs av Max Beier 1954. Parapleminia accola ingår i släktet Parapleminia och familjen vårtbitare. Inga underarter finns listade i Catalogue of Life.